# Stazione di Padulella
La stazione di Padulella è stata una fermata ferroviaria posta lungo la ex linea ferroviaria a scartamento ridotto Bastia-Porto Vecchio, chiusa nel 1943 a causa delle distruzioni subite durante la seconda guerra mondiale. Era a servizio della località Padulella, nel comune di San Nicolao in Corsica.

## Storia
La fermata venne inaugurata nel 1º febbraio 1888. Continuò il suo esercizio fino al 1943, quando l'esercito tedesco in ritirata fece saltare diciotto ponti e distrusse il materiale rotabile, facendo terminare bruscamente l'esercizio di tutta la linea della costa orientale.